# ジェームズ・ドゥーアン
ジェームズ・ドゥーアン（James Doohan, 1920年3月3日 - 2005年7月20日）はカナダ出身の俳優。SF映画・テレビシリーズ『スタートレック』の「スコッティ」ことモンゴメリー・スコット（日本語版ではチャーリー）機関長役を演じた。

## 経歴
バンクーバーに4人兄弟の末っ子として生まれる。青年時代、第二次世界大戦におけるノルマンディー上陸作戦にカナダ砲兵隊として参加。一度に足に4発、胸に1発、中指に1発の合計6発の銃弾を受け、右手中指を失う怪我を負った。
戦争後に俳優としての活動を始める。『スタートレック』のオーディションを受けた際、スコットランド風のなまりをプロデューサーのジーン・ロッデンベリーが気に入り、役名が「スコット」となった。ただし自身はスコットランド系ではなく、アイルランド系の家系である。テレビシリーズが大人気を博した1960年代から1970年代には、スコット機関長の実直な仕事振りに影響を受けて技術者への道を目指した子供たちも多く、ミルウォーキー工科大学 (Milwaukee School of Engineering) から名誉学位も授かっている。
2度結婚をし7人の子供がいる。最後の子は彼が80歳の時にもうけた。
晩年はパーキンソン病やアルツハイマー病、肺炎などの病に悩まされた。遺言により遺骨はスペース・サービシスが企画したスペースX社製ファルコンロケット使用の宇宙葬「エクスプローラーズ・フライト」で宇宙空間に放たれた。当初は2005年12月6日に実施の予定だったが延期され、2007年4月28日に米ニューメキシコ州から打ち上げられが打ち上げが失敗し、2012年5月22日にスペースX社製の「ファルコン9」ロケットで宇宙船「ドラゴン」と共に打ち上げられた。